# Нуса Пенида
Нуса Пенида е остров, разположен до индонезийския остров Бали, а също така област на регентството Клунгкунг (Klungkung), която включва съседния малък остров Нуса Лембонган и дванадесет още по-малки острова. Протокът Бадунг разделя острова и Бали. Вътрешността на Нуса Пенида е хълмиста с максимална надморска височина 524 метра. По-сух е от близкия остров Бали. Той е една от основните туристически атракции.
Наблизо има тринадесет малки острова – Нуса Лембонган, Нуса Ченинган и още единадесет по-малки – които са включени в областта (kecamatan), която има население от 45 110 души при преброяването през 2010 г., а площта е 202,8 km2, което много малко се е променило от преди 10 години.

## Резерват за птици в Бали
Нуса Пенида и съседните острови Лембонган и Ченинган са резерват за птици. Общностите на островите са използвали традиционните правила на балийското село, за да създадат резервата. Идеята за него е на Фондация „Приятели на националните паркове“ (FNPF).
През 2006 г. всички 35 села (сега 41 села) се съгласяват да направят защитата на птиците част от техните традиционни разпоредби. Оттогава FNPF възстановява и освобождава различни индонезийски птици, най-вече критично застрашения балийски скорец, който е ендемичен за Бали, но чийто брой в дивата природа е намалял до по-малко от 10 през 2005 г. След двугодишна програма на FNPF, в която 64 птици, отглеждани в клетки, са рехабилитирани и освободени на Нуса Пенида, броят им се увеличи до над 100 през 2009 г. Други освободени птици включват яванското врабче, лорикетът на Мичъл (Trichoglossus forsteni) и гребенестото какаду.

## Дестинации
Забележителности на Нуса Пенида:
- Плажът Келингкинг Плажът Келингкинг
- Broken Beach Broken Beach
- Angel Billabong
- Кристалния залив
- Плажът Atuh
- Диамантният плаж
- Плажът Suwehan
- Водопадът Peguyangan
- Тембелингската гора
- Водопадът Segening

## Места за гмуркане
Нуса Пенида обхваща широка зона от места за гмуркане, включително залива Пенида, Бату Лумбунг (Манта Пойнт), Бату Мелинг, Бату Абах, Тоя Пакех и Малибу Пойнт. Потокът през протока Ломбок като цяло е насочен на юг, въпреки че силата и посоката на приливните потоци се влияят от сезоните на мусоните.
По време на югоизточните мусони приливният поток се насочва на юг, по време на североизточните мусони – на север. В района на протока на север от Нуса Пенида моделът е сравнително прост, с течение при пиковия прилив от около три и половина възела. Приливните потоци в протока Бадунг са полудневни, но характерът на потока е много сложен, тъй като посоката му минава под наклон към общата посока от юг на север на протока Ломбок, а каналът има извита форма.
Въз основа на проучване през 2009 г. има около 1419 хектара коралови обекти, като 66 процента покриват местата на дълбочина 3 метра, а 74 процента покриват местата на дълбочина 10 метра.